# TOEC TOAC FCT Rugby
 (mai 2023).
Ne doit pas être confondu avec le Toulouse olympique employés club (rugby à XV), club disparu en 1995.
Maillots
Actualités
Le TOEC TOAC FCT Rugby, anciennement Football club TOAC TOEC rugby ou FCTT Rugby, est un club français de rugby à XV basé dans la ville de Toulouse (Haute-Garonne) et présidé par Sébastien Lagreze. Il évolue actuellement en Fédérale 1 pour la saison 2024-2025.
Le club est né d'une fusion en 2000 entre le TOEC (Toulouse olympique employés club)-TOAC (Toulouse olympique aérospatiale club) et le FCT (Football Club toulousain).
Le TOEC TOAC FCT dépend de la Ligue Occitanie de rugby et joue au stade du TOEC, situé à l'ouest de Toulouse, non loin de l'écoquartier de la Cartoucherie et du Zénith. 
Côté palmarès, le premier club amateur de la ville rose remporte le challenge de l'Essor en 2002, finaliste de cette même compétition en 2014. Mais aussi finaliste du championnat de France Fédérale B en 2005 et demi-finaliste du championnat de France Espoirs Fédéraux en 2022.

## Histoire

### Le TOEC, ancêtre majeur du club
Le Toulouse olympique employés club, ancien club historique de rugby à Toulouse, est réellement né en 1913 à la suite de la fusion et de la transformation de plusieurs clubs, notamment le Standard club toulousain, né quant à lui en 1903 avec une durée d'existence de cinq saisons.
De 1908 à 1909, cette société devient le Toulouse étudiants club, puis de 1909 à 1910 le Sporting club toulousain, de 1910 à 1911 le Football club toulousain et enfin de 1911 à 1912 le Toulouse olympique.
L'appellation TOEC est usitée depuis 1913.
Le TOEC, ancêtre majeur de la fusion du TOEC TOAC FCT, était un club qui faisait concurrence même au Stade Toulousain. Dominant le rugby dans le Sud-Ouest avec des titres régionaux, notamment le Challenge de l'Espérance en 1968, le TOEC a marqué d'une profonde empreinte la vie du rugby toulousain pendant des décennies, mais aussi du rugby français.
En 1995, le TOEC fusionne avec la section rugby du Toulouse olympique aérospatiale club (TOAC),.

### 2000-2001: création du FCTT et première montée
En 2000, le FCTT est créé, du fruit de la fusion entre le TOEC-TOAC et le Football Club toulousain,.
Ces deux derniers s'étaient même affrontées avant l'année de leur fusion dans le championnat des Pyrénées pour prétendre à une montée en Nationale 3 (de nos jours Fédérale 3). C'est donc en accord avec la ligue Midi-Pyrénées et la FFR que le FCTT débuta son ère à cette division.
Bernard Miquel, Patrice Lizano, Bernard Trillou et Didier Dasque prennent les rênes de ce nouveau FCTT, avec pour but de créer un club référent du rugby amateur sur la ville de Toulouse. 
Côté couleurs, le club garde celles de chaque entité qui sont le bleu (TOAC), le vert (TOEC), le violet (FCT) ainsi que le blanc.
Aux commandes de l'équipe séniors, Claude Labatut pour les avants et Roger Rousselot pour les trois-quarts. Ils arrivent à faire monter le FCTT dès sa première saison en finissant leader de la phase régulière, battant l'USC Alban pour le match de la montée à Lavaur sur un score sans appel.

### 2002-2004: premier titre et accession à la Fédérale 1
En 2002, le FCTT remporte son premier trophée, le challenge de l'Essor, aux dépens de l'US Mugron sur le score de 37 à 17 à Miélan. 
Lors de la saison 2002-2003, soit à peine 2 années après sa création, le FCTT termine première de sa poule en Fédérale 2 avec notamment le SA Mauléon qui avait la volonté de remonter en Fédérale 1. Finissant donc en tête lors de la phase régulière et remportant un match à Condom lors de l'avant-dernière journée cruciale pour la montée (à la suite de la défaite de Mauléon à Gimont), le club amateur de la ville de Toulouse valide son billet pour accéder à l'antichambre du rugby professionnel. 
Cette saison 2003-2004 marque donc un renouveau au FCTT, être en Fédérale 1, l'élite du rugby amateur et donc jouer de grandes affiches les dimanches après-midi, ceci rappel le bon temps durant la période glorieuse du TOEC. 
Étant dans une poule relevé avec des clubs prétendant à la montée en Pro D2 (Blagnac, Saint-Jean-de-Luz ou encore Marmande), le FCTT termine premier relégable (10e/12). Une saison difficile mais qui a appris au club la différence de niveau à atteindre pour le futur.

### 2004-2011: alternance des résultats
Le FCTT reste 6 ans en Fédérale 2 avec des problèmes financiers dont notamment des dettes importantes. Le club amateur de la ville rose enchaîne les saisons avec une certaine irrégularité, se plaçant plus vers de la zone de relégation et le "ventre mou" que des places qualificatives. Le FCTT n'ira que deux fois jusqu'en 1/16e de finale du championnat de France en 2007 et 2009. 
Seule la réserve durant cette période accède à la finale du championnat de France Fédérale 2 B, mais perd contre le CS Villefranche/Saône au Pontet (Vaucluse). 
La saison 2009-2010 marque un tournant dans le club, après des résultats très litigieux et finissant à la limite de la relégation, Francis Cazeneuve arrive à la présidence. Son objectif, restructurer le FCTT et le sortir de ses problèmes financiers. 

### 2011-2016: descente et stagnation en Fédérale 3
En 2011, le club amateur de Toulouse souffre et descend en Fédérale 3. Francis Cazeneuve évoque les nombreux problèmes en interne , de l'école de rugby jusqu'aux partenariats. Des dettes financières s'ajoutent, il faut l'épurer vite afin d'éviter une possible cessation de paiement. Le projet sportif passe donc à côté jusqu'en 2014. Seul lot de consolation, une place de finaliste cette même année dans le challenge de l'Essor.  
Grâce à des partenariats au niveau des équipes jeunes avec notamment l'US Colomiers et le Stade Toulousain, un recrutement scruté avec des joueurs venant de divisions supérieures et des sponsors revenant à la hausse. Un duo d'entraineurs est mis en place avec le sud-africain Michael Coetzee et Hugo Cariat. Ces deux derniers arrivent en cours de la saison 2014-2015 à la suite d'un remaniement du staff. Le FCTT peut enfin se projeter mais peine à concrétiser. Le 1/32e de finale face au Boucau Tarnos Stade (cumulé 26-31) peut être regrettable. Cela montre bien que les places y sont chères pour monter en Fédérale 2.

### 2016-2019: retour en Fédérale 2
Il faut attendre la saison 2016-2017 pour que le FCTT monte en Fédérale 2. Après avoir fini leader incontestable de sa poule avec 67 points, le FCTT est directement qualifié en 1/32e de finale du championnat de France. Il passe ce tour avec succès face au Stade Navarrais (cumulé 51-31), puis s'oppose à l'Hasparren AC en 1/16e, synonyme de match d'accession à la division supérieure, victoire 58-27. L'aventure en phase finale se terminera contre les Gersois de l'Entente Astarac Bigorre en 1/8e, une défaite 20-21 clôture une magnifique saison et une accession à la quatrième division française. 
Après 6 saisons en Fédérale 3 depuis sa relégation en 2011, le FCTT est en Fédérale 2. Coetzee, en partance pour les Crabos de l'US Montauban et Cariat sont remplacés par le duo Jalabert / Bourdin. Une saison d'adaptation en terminant 7e pour leur premier exercice, Bourdin laisse sa place à Yannick Idrac, qui arrive apporter son expérience sur le banc toulousain, en provenance de l'Isle-Jourdain. 
L'ambition n'est pas affichée mais le FCTT réalise une excellente saison 2018-2019 en terminant 1er sur la phase régulière. Opposé au FC Villefranche en 1/16e de finale, il se qualifie à la dernière minute lors du match retour à domicile. Pour la rencontre de la montée contre le SC Mazamet, le FCTT rate le coche dans un combat très serré (score cumulé 36-41) devant un stade du TOEC plein au match retour.

### Mai 2019: conflit pour le Parc des Sports Georges-Aybram
La saison 2018-2019 est marquée aussi par un fait tragique, en effet, le FCTT a failli perdre son stade au parc des sports Georges-Aybram, terrain historique de la ville de Toulouse. Le bail entre le TOEC omnisports, propriétaire du complexe, et la mairie de Toulouse, qui s'est achevé l'année précédente mais cependant prolongé d'un an pour négocier, n'avait pas aboutie. 
La somme demandée par le TOEC omnisports se comptait en millions et la mairie de Toulouse ne comptait pas débourser autant. Des projets privés étaient à l'étude ainsi qu'un ultimatum qui était fixé au 6 juin pour quitter les lieux. À cette date, le FCTT n'avait plus son stade. Pire encore, ce sont tous les licenciés du club qui pouvaient être sans terrain. 
L'histoire d'un club centenaire était en jeu. La mairie l'avait bien compris, c'est pourquoi un terrain d'entente fut trouvé jusqu'en Juin 2021. Ce qui laisse alors 2 années pour pouvoir trouver un accord définitif.

### 2019-2020: ambitions au sein du club
Après 2 saisons en Fédérale 2 avec des résultats satisfaisant, le FCTT ambitionne une montée dans l'élite du rugby amateur, la Fédérale 1. Avec de bons résultats dans son pôle jeune et une équipe féminine en Fédérale 2 qui se développe très bien. 
Le FCTT ce n'est pas moins de 470 licenciés avec une importante école de rugby de plus de 215 enfants, reconnue comme un important centre formateur à Toulouse. 
Avec un vivier de jeunes joueurs du club qui font leurs places en équipe réserve, le FCTT arrive à se positionner dans le haut du tableau de sa poule 5 pour la saison 2019-2020. 

### 2020-2021: réapparition dans l'élite du rugby amateur
À la suite de la crise sanitaire du coronavirus, la FFR met un terme à tous les championnats amateur pour la saison 2019-2020. Le FCTT terminant 3e de sa poule 5 après 17 journées, s'est vu proposé la montée en Fédérale 1. En effet, étant la 22e formation au niveau du classement nationale de Fédérale 2 et après le refus d'autres clubs d'accéder à l'échelon supérieur, le président du club Francis Cazeneuve valide cette promotion. Le FCTT retrouve l'élite du rugby amateur, 16 ans après l'avoir quitté.   
Yannick Idrac et Laurent Jalabert laisse leurs places aux coachs de la réserve Damien Toyas et Sylvain Gomez.

### 2021: vente du complexe sportif et changement d'identité
En juin 2021, l'affaire autour du parc des sports Georges-Aybram arrive à son terme avec le rachat des terrains par la mairie de Toulouse. Au lancement de la saison sportive 2021-2022, le club procède à un renommage et devient le TOEC TOAC FCT Rugby.

## Identité du club

### Couleurs et maillots
Les couleurs du club sont le bleu, violet, vert et blanc. Ces dernières proviennent de chaque club lors de la fusion en 2000 : le bleu du TOAC, le vert du TOEC, le violet du FCT.
Les couleurs sur les maillots sont le violet, le vert, le bleu et le blanc ainsi que le short bleu à domicile ou à l'extérieur.

### Logo
En 2021, le FC TOAC TOEC devient le TOEC TOAC FCT. Un nouveau logo est instauré, intégrant deux des symboles de l'agglomération toulousaine : la croix occitane ainsi qu'une référence à son industrie aéronautique ; les couleurs historiques sont conservées.

Évolution du logo
Logo du FCTT abandonné en septembre 2021.
Logo du TOEC TOAC FCT instauré en septembre 2021.

### Équipementiers
Depuis la saison 2019-2020, le club est équipé par la marque NTK, célèbre dans le domaine du rugby et dirigé par un certain Émile Ntamack. Il fournit les équipes en équipement de match.
- 2010-2011 : ProAct
- 2011-2015 : Oztyle
- 2015-2017 : Puma
- 2017-2019 : Ozus
- Depuis 2019 : NTK

Rhino, Gilbert et Macron complètent en fournissant les sacs de plaquage, ballons et dotations en vêtements hors terrain.

## Historique des saisons
| Saison    | Championnat | Division           | Nombres de poules - d'équipes              | Classement - numéro de poule | Phases finales - score                                                     | Observation              |
| --------- | ----------- | ------------------ | ------------------------------------------ | ---------------------------- | -------------------------------------------------------------------------- | ------------------------ |
| 2024-2025 | Fédérale 1  | Cinquième division | 4 poules - 12 équipes                      | En cours - Poule 3           | -                                                                          | -                        |
| 2023-2024 | Fédérale 1  | Cinquième division | 4 poules - 12 équipes                      | 7e - Poule 3                 | -                                                                          | -                        |
| 2022-2023 | Fédérale 1  | Cinquième division | 4 poules - 12 équipes                      | 8e - Poule 3                 | -                                                                          | -                        |
| 2021-2022 | Fédérale 1  | Quatrième division | 4 poules - 12 équipes                      | 10e - Poule 3                | -                                                                          | -                        |
| 2020-2021 | Fédérale 1  | Quatrième division | 3 poules - 11 équipes 1 poule - 12 équipes | 6e - Poule 3                 | -                                                                          | -                        |
| 2019-2020 | Fédérale 2  | Quatrième division | 8 poules - 12 équipes                      | 3e - Poule 5                 | -                                                                          | Promotion en Fédérale 1  |
| 2018-2019 | Fédérale 2  | Quatrième division | 8 poules - 12 équipes                      | 1er - Poule 6                | Éliminé en 1/8e de finale contre le SC Mazamet - (cumulé 36-41)            | -                        |
| 2017-2018 | Fédérale 2  | Quatrième division | 8 poules - 12 équipes                      | 7e - Poule 5                 | -                                                                          | -                        |
| 2016-2017 | Fédérale 3  | Cinquième division | 16 poules - 10 équipes                     | 1er - Poule 14               | Éliminé en 1/8e de finale contre l'Entente Astarac Bigorre - (score 20-21) | Promotion en Fédérale 2  |
| 2015-2016 | Fédérale 3  | Cinquième division | 16 poules - 10 équipes                     | 8e - Poule 10                | -                                                                          | -                        |
| 2014-2015 | Fédérale 3  | Cinquième division | 16 poules - 10 équipes                     | 4e - Poule 10                | Éliminé en 1/32e de finale contre Boucau Tarnos - (cumulé 26-31)           | -                        |
| 2013-2014 | Fédérale 3  | Cinquième division | 16 poules - 10 équipes                     | 7e - Poule 12                | -                                                                          | -                        |
| 2012-2013 | Féderale 3  | Cinquième division | 16 poules - 10 équipes                     | 6e - Poule 16                | -                                                                          | -                        |
| 2011-2012 | Fédérale 3  | Cinquième division | 16 poules - 10 équipes                     | 2e - Poule 10                | -                                                                          | -                        |
| 2010-2011 | Fédérale 2  | Quatrième division | 8 poules - 12 équipes                      | 9e - Poule 6                 | -                                                                          | Relégation en Fédérale 3 |
| 2009-2010 | Fédérale 2  | Quatrième division | 8 poules - 12 équipes                      | 10e - Poule 6                | -                                                                          | -                        |
| 2008-2009 | Fédérale 2  | Quatrième division | 8 poules - 12 équipes                      | 4e - Poule 7                 | Éliminé en 1/16e de finale contre l'US Orthez - (score 20-44)              | -                        |
| 2007-2008 | Fédérale 2  | Quatrième division | 8 poules - 12 équipes                      | 7e - Poule 5                 | -                                                                          | -                        |
| 2006-2007 | Fédérale 2  | Quatrième division | 8 poules - 12 équipes                      | 2e - NC                      | Éliminé en 1/16e de finale contre l'Avenir Valencien - (score 18-16)       | -                        |
| 2005-2006 | Fédérale 2  | Quatrième division | 8 poules - 12 équipes                      | 8e - Poule 8                 | -                                                                          | -                        |
| 2004-2005 | Fédérale 2  | Quatrième division | 8 poules - 12 équipes                      | NC - Poule 5                 | -                                                                          | -                        |
| 2003-2004 | Fédérale 1  | Troisième division | 4 poules - 12 équipes                      | 10e - Poule 3                | -                                                                          | Relégation en Fédérale 2 |
| 2002-2003 | Fédérale 2  | Quatrième division | 8 poules - 12 équipes                      | 1er - Poule 6                | -                                                                          | Promotion en Fédérale 1  |
| 2001-2002 | Fédérale 2  | Quatrième division | 8 poules - 12 équipes                      | NC - Poule 5                 | -                                                                          | -                        |
| 2000-2001 | Nationale 3 | Cinquième division | 16 poules - 10 équipes                     | 1er - Poule 12               | Match d'accession remporté contre l'USC Alban - (score 36-8)               | Promotion en Fédérale 2  |

## Palmarès
- Challenge de l'Essor :
  - Vainqueur : 2002 (TOEC TOAC FCT 37-17 US Mugron)
  - Finaliste : 2014

- Championnat de France Fédérale B :
  - Finaliste : 2005 (TOEC TOAC FCT 24-32 CS Villefranche/Saône)
- Championnat de France Espoirs Fédéraux[32] :
  - Demi-finaliste : 2022 (TOEC TOAC FCT 14-19 US Issoire)[33]

## Personnalités

### Dirigeants célèbres
- Bernard Miquel[34] : président du TOEC TOAC FCT de sa création jusqu'en 2005. Personnalité connue du sport toulousain, il était président du Toulouse Handball jusqu'à son décès.
- Georges Aybram : président durant 29 ans du TOEC[35], fondateur du parc des sports qui est celui du TOEC TOAC FCT de nos jours.
- Francis Cazeneuve : Vice-président de la Ligue Occitanie de rugby, ancien président du FC Villefranche de Lauragais (Fédérale 2) et président du TOEC TOAC FCT de 2010 à 2023.
- Didier Dasque : Président du FCT pendant de nombreuses années, figure emblématique du club qu'il porta à bout de bras avec tout son cœur et l'amour du rugby. Notamment l'école de rugby avec Julien Darripe. Co-président du TOEC TOAC FCT lors de la création.

### Joueurs célèbres
- Stéphane Graou
- Jean-Paul Beyssen
- Dominique Dal Pos
- Clément Lagain
- Antoine Renaud
- Beka Sheklashvili

### Entraîneurs célèbres
- Claude Labatut
- Roger Rousselot
- Serge Milhas
- Christian Viviès
- Michael Coetzee
- Nasser Benamor

### Historique des présidents
| Saison         | Président(s)                                                     |
| -------------- | ---------------------------------------------------------------- |
| 2000-Nov. 2000 | Patrice Lizano, Bernard Miquel, Bernard Trillou et Didier Dasque |
| Nov. 2000-2001 | Patrice Lizano, Bernard Miquel                                   |
| 2001-Nov. 2001 | Patrice Lizano et Bernard Miquel et Patrick Perez                |
| Nov. 2001-2002 | Bernard Miquel et Patrick Perez                                  |
| 2002-2005      | Bernard Miquel, Eric Anglade et André Vidal                      |
| 2005-2007      | Christian Buzzichelli                                            |
| 2007-2010      | Francis Cazeneuve et Jean-Pierre Zanatta                         |
| 2010-2012      | Francis Cazeneuve                                                |
| 2012-2013      | Francis Cazeneuve et Michel Place                                |
| 2013-2023      | Francis Cazeneuve                                                |
| 2023-          | Sébastien Lagreze                                                |

### Historique des entraîneurs
| Saison               | Équipe 1                                                                                 |
| -------------------- | ---------------------------------------------------------------------------------------- |
| 2000-2003            | Claude Labatut (avants) et Roger Rousselot (trois-quarts)                                |
| 2003-2004            | Serge Milhas (avants), Christian Viviès (trois-quarts) et Philippe Tomasin (manager)     |
| 2004-2005            | Didier Fabaron (avants), Philippe Monnereau (trois-quarts) et Christian Viviès (manager) |
| 2005-2006            | Didier Fabaron (avants) et Philippe Monnereau (trois-quarts)                             |
| 2006-2008            | Éric Mercadier (avants) et Philippe Monnereau (trois-quarts)                             |
| 2008-2009            | Éric Mercadier (avants) et Stéphane Simon (trois-quarts)                                 |
| 2009-2010            | Benoît Ramade (avants) et Diarra Sanoussi (trois-quarts)                                 |
| 2010-2012            | Benoît Ramade (avants), Stéphane Melliès (trois-quarts) et Jacques Carles (manager)      |
| 2012-2013            | ?? (avants) et Stéphane Melliès (trois-quarts)                                           |
| 2013-Nov. 2014       | Bernard Molé (avants) et Laurent Delassus (trois-quarts)                                 |
| Nov. 2014-2016       | Michael Coetzee (avants), Hugo Cariat (trois-quarts) et Éric Samara (manager)            |
| 2016-2017            | Michael Coetzee (avants), Hugo Cariat (trois-quarts) et Nicolas Chevalier (manager)      |
| 2017-2018            | Antoine Bourdin (avants) et Laurent Jalabert (trois-quarts)                              |
| 2018-2020            | Yannick Idrac (avants) et Laurent Jalabert (trois-quarts)                                |
| 2020-Janv. 2022      | Damien Toyas (avants) et Sylvain Gomez (trois-quarts)                                    |
| Janv. 2022-Juin 2022 | Thierry Barbière (conquête), Alexandre Baron (trois-quarts) et Sylvain Gomez (manager)   |
| 2022-2023            | Nasser Benamor (avants), Sylvain Gomez (trois-quarts) et Thierry Barbière (manager)      |
| 2023-                | Nasser Benamor (avants) et Rémy Fabre (trois-quarts)                                     |

| Saison               | Équipe Espoirs                                                                                          |
| -------------------- | --- |
| 2014-2015            | Yannick Lacrouts (avants) et Hugo Cariat (trois-quarts)                                                 |
| 2015-2016            | Sébastien Bruère (avants) et Antony Mistrot (trois-quarts)                                              |
| 2016-2017            | Patrick Milhavet (avants) et Benjamin Couette (trois-quarts)                                            |
| 2017-2018            | Patrick Milhavet (avants) et Patrice Frances (trois-quarts)                                             |
| 2018-2019            | Éric Jamin (avants) et Alain Mistou (trois-quarts)                                                      |
| 2019-2020            | Damien Toyas (avants) et Sylvain Gomez (trois-quarts)                                                   |
| 2020-Janv. 2022      | Maxime Pautou (avants) et Alexandre Baron (trois-quarts) et Jean-Marie Garcia (manager)                 |
| Janv. 2022-Juin 2022 | Maxime Pautou (avants) et Jean-Marie Garcia (trois-quarts)                                              |
| 2022-2023            | Maxime Pautou (avants), Jean-Marie Garcia (trois-quarts) et Gaëtan Aizpuru-Pujo (adjoint trois-quarts)  |
| 2023-2024            | Gaëtan Aizpuru-Pujo (avants), Benoît Ramade (avants) et Jean-Marie Garcia (trois-quarts)                |
| 2024-                | Jérôme Teisseire (avants), Nicolas Barthes (trois-quarts) et Gaëtan Aizpuru-Pujo (adjoint trois-quarts) |

## Organigramme du club
| Nom          | Prénom    | Nationalité | Fonction                                         |
| ------------ | --------- | ----------- | ------------------------------------------------ |
| Lagreze      | Sébastien |             | Président                                        |
| D'Arripe     | André     |             | Vice-Président                                   |
| Peres        | Damien    |             | Secrétaire                                       |
| Fagedet      | Richard   |             | Secrétaire adjoint                               |
| Goalen       | Ronan     |             | Trésorier                                        |
| Brehin       | Laurent   |             | Responsable école de rugby                       |
| Eychene      | Catherine |             | Responsable administratif école de rugby         |
| Peres        | Régine    |             | Trésorière école de rugby                        |
| Chatain      | Carole    |             | Responsable pôle formation                       |
| Massy        | Juliette  |             | Responsable féminines                            |
| Sirven       | Julie     |             | Trésorière féminines                             |
| Cazes        | Mickael   |             | Intendance séniors                               |
| Ramade       | Benoît    |             | Manager équipe 1 - espoirs                       |
| Benamor      | Nasser    |             | Entraîneur (avants) équipe 1                     |
| Fabre        | Rémy      |             | Entraineur (trois-quarts) équipe 1               |
| Teisseire    | Jérôme    |             | Entraîneur (avants) équipe espoirs               |
| Barthes      | Nicolas   |             | Entraîneur (trois-quarts) équipe espoirs         |
| Aizpuru-Pujo | Gaëtan    |             | Entraîneur adjoint (trois-quarts) équipe espoirs |

## Image et soutien

### Médias
Le club est présent sur les réseaux sociaux tels que Facebook avec environ 2 600 abonnées sur la page, mais aussi Twitter, Instagram et Linkedin. 
Un site web officiel avec toute l'actualité, résultats des différentes catégories, présentation du club, photos et réseau de partenaires.
Enfin, le TOEC TOAC FCT est présent sur le journal de la Dépêche du Midi et du Midi Olympique, notamment pour les comptes rendus ou présentation de match.

### Affluence
Les jours de match au stade du TOEC, environ 400 spectateurs viennent assister aux oppositions du TOEC TOAC FCT. Les dernières phases finales du club en 2019 ont connu un grand succès avec notamment 3 000 spectateurs contre le SC Mazamet lors du 8e de finale retour. 

## Installation sportive
Inauguré en mai 1984, le parc des sports est situé au 8 rue Ernest Dufer à Toulouse. Il porte le nom de Georges Aybram (1915-2012, ancien président du TOEC et créateur de ce stade) depuis le 8 décembre 2008.
Le stade du TOEC, terrain honneur du club, contient 3 000 places dont 770 assises. Il est basé dans le quartier du même nom, à côté des jardins du Barry, non loin du Zénith et de la Cartoucherie, à l'ouest de la ville. Ce stade possède un éclairage nocturne et une pelouse naturelle.
La tribune détient 4 vestiaires et également une buvette.
Par transport en commun, une voie de bus Tisséo est disponible en bas de la rue Ernest Dufer, mais aussi la gare SNCF du TOEC.
Pour les véhicules, 115 places gratuites sont à disposition en dehors du complexe sportif.
Le parc des sports Georges-Aybram détient également un terrain de rugby annexe nocturne pour les entraînements des différentes catégories du club, mais aussi des matchs des équipes jeunes. Les locaux annexes du club sont présents au bord du terrain d'entraînement.
Une toute nouvelle bodega a été construite à la fin de la saison 2021-2022. Le 1er avril 2023, elle a été officiellement inaugurée sous le nom "Espace Jean-Pierre Rives", première étape dans le cadre de la rénovation et de la remise à niveau du complexe. Un lieu de vie moderne et couvert pour les diverses réceptions et événements du club.

## Les autres équipes
Le TOEC TOAC FCT possède une école de rugby (lutins, mini-poussins, poussins, benjamins, minimes).
Une section Cadets et Juniors en entente avec le Stade Toulousain, le Toulouse Électrogaz Club et Montaudran sous le nom de Rassemblement Coeur Toulousain engagée en U16 National, U18 National et au niveau Régional.  
Une équipe Juniors qui évoluent en U19 Régional 2. 
Une équipe Espoirs qui évolue en championnat de France Espoirs Fédéraux 1. 
Une section Féminines avec une équipe à XV en championnat de France Fédérale 2.